# 1349 w polityce
Wydarzenia polityczne w 1349 roku.

## Wydarzenia
- Pogromy Żydów w kilku miastach Europy[1].
- Wyprawa Kazimierza Wielkiego na Ruś włodzimierską pod panowaniem litewskim, w wyniku której król zajął i przyłączył: Bełz, Włodzimierz, Brześć i Chełm[2].